# Christof Seymann
Christof Seymann (* 31. März 1961 in Salzburg) ist ein österreichischer Politiker der Sozialdemokratischen Partei Österreichs (SPÖ). Seit April 2018 ist er Abgeordneter zum Kärntner Landtag.

## Leben
Christof Seymann besuchte nach der Volksschule im Salzburger Stadtteil Nonntal das Akademische Gymnasium Salzburg, wo er 1979 maturierte. Nach dem Präsenzdienst begann er an der Universität für Bodenkultur Wien ein Studium der Forstwirtschaft, Wildbach- und Lawinenverbauung, das er 1988 mit einer Diplomarbeit über Wildbachökologische und ökonomische Auswirkungen des Integralmeliorationsprojekts Vorderes Zillertal unter spezieller Berücksichtigung der Geolsalm und des Wildauwaldes als Diplomingenieur abschloss. Seit 1988 ist er für den Forsttechnischen Dienst für Wildbach- und Lawinenverbauung in Kärnten tätig, zunächst als Forsttechniker in der Gebietsbauleitung (GBL) Oberes Drautal und Mölltal, von 1999 bis 2004 als Leiter der Projektierungsstelle der Sektion Kärnten und seit 2004 als stellvertretender Sektionsleiter der Sektion Kärnten. 1992 absolvierte er die Staatsprüfung für den höheren Forstdienst.
Christof Seymann ist seit 2011 Mitglied des Gemeinderates in Treffen am Ossiacher See. Am 12. April 2018 wurde er in der konstituierenden Landtagssitzung der 32. Gesetzgebungsperiode als Abgeordneter zum Kärntner Landtag angelobt, wo er als Bereichssprecher für Infrastruktur und Wasserwirtschaft fungiert und dem Ausschuss für Gemeinden, Feuerwehren und Katastrophenschutz, dem Ausschuss für Naturschutz, Energie und Umwelt, dem Ausschuss für Wasserwirtschaft, Öffentliches Wassergut und Hydrographie sowie dem Kontrollausschusses angehört.